# Swezeyia polyxo
 (juillet 2019).
Espèce
Swezeyia polyxo est une espèce d'insectes hémiptères de la famille des Derbidae, décrite par Ronald Gordon Fennah (sv) en 1956, et observée à Koror et à Sonsorol aux Palaos, dans les îles Yap, à Fais, à Tonowas et Weno dans les États fédérés de Micronésie.
Cette espèce se distingue des autres espèces du genre Swezeyia par la forme de la tête du mâle et de la femelle, par la coloration et par la forme des organes génitaux masculins et féminins. Les organes génitaux masculins ressemblent à ceux de Swezeyia zephyrus, mais l'édéage est plus mince et la marge dorsale des styles génitaux est différente. Le sternite prégénital de la femelle diffère de celui de S. zephyrus par la forme du bord postérieur.